# Myoictis wavicus
El dasiuro de Wau (Myoictis wavicus) es una especie de marsupial dasiuromorfo de la familia Dasyuridae endémica de Nueva Guinea. Fue primeramente considerado como una subespecie del dasiuro de cola blanca (Myoictis leucura), aunque tras un reciente estudio morfológico y genético fue elevado a la categoría de especie.

## Distribución
Vertiente septentrional de la Cordillera Central de Nueva Guinea, en las proximidades de Wau.

## Características
Pesa 110-134 g y mide 17-18 cm de longitud más 0,5 cm de cola.  Se diferencia de sus congéneres en que el pelo que cubre su cola es más corto. Las hembras tienen cuatro pezones.